# خانو سميث
خانو سميث (بالإنجليزية: Khano Smith)‏ (مواليد 10 يناير 1981 في باغيت باريش) لاعب كرة قدم برمودي دولي يجيد اللعب في خط الوسط . يلعب حاليا لصالح نادي نيو إنغلاند ريفوليوشن الأمريكي من سنة 2010 .

## روابط خارجية
- خانو سميث على موقع الاتحاد الدولي (مؤرشف)  (الإنجليزية)
- خانو سميث على موقع الدوري الأمريكي (الإنجليزية)
- خانو سميث على موقع قاعدة بيانات كرة القدم.إي يو (الإنجليزية)
- خانو سميث على موقع ناشيونال فوتبول تيمز (الإنجليزية)
- خانو سميث على موقع Soccerbase.com (لاعب) (الإنجليزية)
- خانو سميث على موقع عالم كرة القدم.نت (الإنجليزية)